# Rhipicephalus interventus
Rhipicephalus interventus är en fästingart som beskrevs av Walker, Pegram och James E. Keirans 1995. Rhipicephalus interventus ingår i släktet Rhipicephalus och familjen hårda fästingar. Inga underarter finns listade i Catalogue of Life.